# Ильяс-Ходжа
Ильяс Ходжа-хан, также Ильяс-Ходжа (перс. الیاس خواجه خان‎ [Ilyas Khwaja Khan]; неизв. Моголистан —1365/1366, Мавераннахр) — второй хан Моголистана (зима 1362/1363—1365/1366), наместник Мавераннахра (1362—1363). Сын Туглук-Тимур-хана.
В 1362 году после второго похода на Мавераннахр Туглук-Тимур-хан оставил там наместником своего малолетнего сына Ильяс-Ходжу. Однако вскоре часть военачальников во главе с эмиром Бекчиком подняли против Ильяс-Ходжи мятеж. К мятежникам примкнули местные эмиры со своими отрядами. Разбитый войсками мятежников в сражении при Пул-и сангин («Каменный мост») Ильяс-Ходжа бежал к отцу и в это самое время узнал о его смерти. По прибытии в Моголистан он был провозглашен ханом собранием эмиров. В 1365 году Ильяс-Ходжа вернулся в Мавераннахр. В мае он нанес поражение эмиру Хусейну и Тимуру, но когда он прибыл к воротам Самарканда, его жители отказались впустить его, и последующая осада была катастрофической. Чума среди лошадей лишила моголов их силы, и они были вынуждены снова покинуть Мавераннахр.
Поскольку малолетний Ильяс-Ходжа-хан не мог самостоятельно управлять государством, к 1364 году неограниченная власть сосредоточилась в руках улусбека (улусбеги) амира Камар ад-Дина из племени дуглат. В 1365—1366 годах после поражения Ильяс-Ходжи под Самаркандом от сарбадаров, амир Камар ад-Дин напал на ханскую ставку, захватил Ильяс-Ходжу-хана в спальне во время послеполуденного сна и убил.